# Der Morgen davor und das Leben danach (Fernsehserie)
Der Morgen davor und das Leben danach (Originaltitel: Dear Edward) ist eine Dramaserie des US-Amerikaners Jason Katims. Die Fernsehserie basiert auf dem gleichnamigen Roman, der im Jahr 2020 von Ann Napolitano veröffentlicht wurde.
Die Literaturverfilmung wurde erstmals im Februar und März 2023 über Apple TV+ ausgestrahlt.

## Handlung
Der Junge Edward Adler ist der einzige Überlebende eines Flugzeugabsturzes, dem auch seine Familie zum Opfer fiel. Er und andere, die von der Tragödie betroffen sind, schließen sich zusammen, um mit ihren jeweiligen Verlusten und Schmerzen fertig zu werden.

## Produktion
Im Februar 2022 wurde bekannt gegeben, dass Apple TV+ eine zehn TV-Folgen umfassende Verfilmung von Ann Napolitanos Roman Dear Edward in Auftrag gegeben hat. Im März 2022 begannen die Dreharbeiten in New York City. Ein Drehort war dabei der Central Park.

## Episodenliste
| Nr. | Deutscher Titel      | Originaltitel     | Erstveröffentlichung USA | Deutschsprachige Erstveröffentlichung (D/A/CH) | Regie               | Drehbuch           |
| --- | -------------------- | ----------------- | ------------------------ | ---------------------------------------------- | ------------------- | ------------------ |
| 1   | Absturz              | Pilot             | 3. Feb. 2023             | 3. Feb. 2023                                   | Fisher Stevens      | Jason Katims       |
| 2   | Essen                | Food              | 3. Feb. 2023             | 3. Feb. 2023                                   | Allison Liddi-Brown | Jason Katims       |
| 3   | Der Wutraum          | Stuff             | 3. Feb. 2023             | 3. Feb. 2023                                   | Allison Liddi-Brown | Megan Chan Meinero |
| 4   | Kokon                | Chrysalis         | 10. Feb. 2023            | 10. Feb. 2023                                  | David Boyd          | Rajiv Joseph       |
| 5   | Spuk                 | Haunted           | 17. Feb. 2023            | 17. Feb. 2023                                  | David Boyd          | Romi Barta         |
| 6   | Mein Held            | Truth             | 24. Feb. 2023            | 24. Feb. 2023                                  | Jaffar Mahmood      | LaDarian Smith     |
| 7   | Folklore             | Folklore          | 3. März 2023             | 3. März 2023                                   | Jaffar Mahmood      | Louisa Hill        |
| 8   | Musik                | Music             | 10. März 2023            | 10. März 2023                                  | Clement Virgo       | Michelle Lirtzman  |
| 9   | Papier schlägt Stein | Paper Covers Rock | 17. März 2023            | 17. März 2023                                  | Clement Virgo       | Rajiv Joseph       |
| 10  | Unterkunft           | Shelter           | 24. März 2023            | 24. März 2023                                  | Nisha Ganatra       | Jason Katims       |